# Марджо
Марджо (англ. Marjoe) — американский документальный фильм 1972 года о жизни евангелиста Марджо Гортнера. В 1973 году фильм выиграл «Оскар» за лучший документальный полнометражный фильм.

## История
Марджо был ребёнком-священником с выдающимися талантами, который был чрезвычайно популярным на Юге США. С помощью мальчика родители зарабатывали большие деньги, пока он не вырос, и новинка перестала привлекать людей. Будучи юношей, Марджо вернулся в проповедники исключительно как для средства заработка, но не как истинный верующий; он провёл несколько следующих лет, пользуясь своей славой и статусом евангелиста для мошеннического зарабатывания на людях как в роли телевангелиста, так и лично приезжая на разные собрания для проповедей.
В скором времени, Гортнер переживает кризис сознания и решает отказаться от такого пути, предлагая снять документальный фильм о нём и его работе, предлагая съемочной группе закулисный доступ к нему во время последнего тура проповедей. Фильм содержит сцены с подлинной встречи, показывая, как Марджо несёт слово и молится за присутствующих, а также кадры, где он признаётся на камеру, что он не верующий и использует как свою тактику, так и других евангелистов, для манипулирования людьми.

## Выход фильма
Во время выхода фильма он вызвал много противоречий, но он не был широко показан в кинотеатрах на Юге США, что было вызвано страхом дистрибьюторов о возможности явления Библейского пояса, как возмущённой реакции на фильм.

## Музыка к фильму
Саундтрек был выпущен компанией Уорнер Бразерс, содержащий проповеди и нарезки речи Марджо (с 4 лет), вперемежку с песнями. «Сохрани всех моих братьев» — главная тематическая песня фильма, написанная Сарой Кернохан и Джозефом Бруксом (так же аранжировщик) и спетая Джерри Келлером.

## Награды
В 1973 году фильм выиграл «Оскар» за лучший документальный полнометражный фильм.